# Marker, Na Uy
Marker là một đô thị ở hạtị Østfold, Na Uy.
Marker đã được lập thành một đô thị mới ngày 1 tháng 1 năm 1964 – sau khi sáp nhập hai đô thị cũ Rødenes và Øymark.
Các đô thị giáp ranh là Aremark, Rakkestad, Eidsberg và Rømskog ở hạt Østfold, Aurskog-Høland ở hạt Akershus và giáp Thụy Điển. Đường E18 châu Âu chạy qua đô thị này.
Công trình nổi bật lớn nhất đô thị này là pháo đài Ørje và pháo đài Basmo. 

## Tên gọi
Dạng tên gọi theo tiếng Na Uy Cổ là Markir, đây là dạng số nhiều của mörk có nghĩa là 'vùng đất rừng, vùng đất biên giới'.

## Huy hiệu
Huy hiệu được áp dụng thập kỷ trước(1982). Huy hiệu có hai móc đại diện cho hai giáo khu Rødenes và Øymark.